# Westmoreland Circle

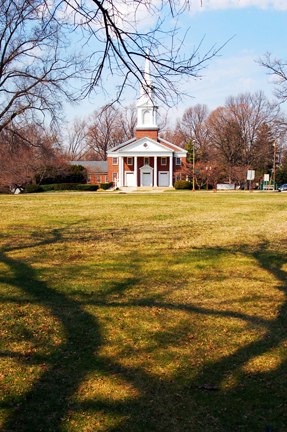
Westmoreland Kerk aan Westmoreland Circle

Westmoreland Circle is een rotonde en plein op de grens van de Amerikaanse staat Maryland en Washington D.C. De cirkel ligt op de kruising van de Western Avenue, Butterworth Place, Massachusetts Avenue, Dalecarlia Parkway, Wetherill Road, en Dalecarlia Drive.
Er staan slechts twee gebouwen direct aan Westmoreland Circle. De Westmoreland Congregationele Verenigde Kerk van Christus aan de noordzijde van het plein en een gebouw van de elektriciteitsvoorziening van de stad Washington D.C.